# Te Deum (Lully)

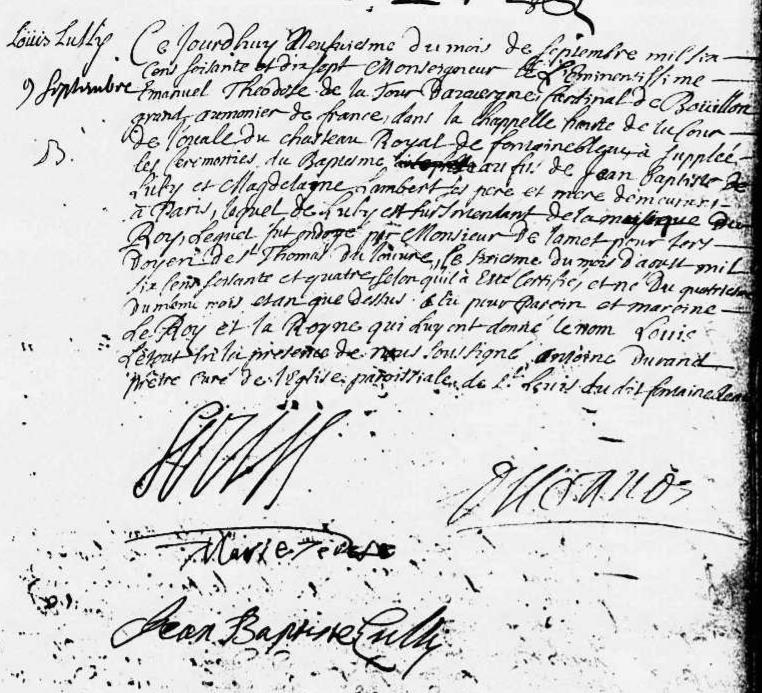
Zápis z Ludvíkova křtu (podepsáni jsou král Ludvík XIV., Marie Tereza Habsburská a Jean-Baptiste Lully

Te Deum (LWV 55) od Jean-Baptiste Lullyho je velké moteto pro dvojitý sbor a orchestr na latinský text ambroziánského hymnu Te Deum laudamus. Lully složil Te Deum v roce 1677 ve Fontainebleau, pro příležitost křtin svého nejstaršího syna Ludvíka.

## Historický kontext a premiéra
Svou premiéru mělo Lullyho Te Deum 9. září 1677 na zámku ve Fontainebleau, během křtin Ludvíka, jehož kmotrem se stal král Ludvík XIV., pro kterého Jean-Baptiste pracoval již od svých dvaceti let.
V roce 1676 uvedl Lully operu Atys, oslavující krále, která se stala nejoblíbenější operou Ludvíka XIV. V roce 1677 pak uvedl operu Isis, která i přes skandál, který vyvolala, dopomohla Lullymu ke slávě. V předehře Te Dea se objevují motivy, které už Lully úspěšně použil v těchto operách.

## Uvedení 8. ledna 1687
K oslavě uzdravení krále, bylo na 8. ledna 1687 naplánováno slavnostní provedení Te Dea. V té době však již byly kvůli Lullyho homosexuálním aférám vztahy mezi ním a králem natolik chladné, že na toto provedení Ludvík XIV. nepřišel. Z rozčilení nad královou nepřítomností se Lully během dirigování udeřil barokní taktovkou do nohy, kterou si probodl. Protože Lully odmítl amputaci nohy, která mu byla doporučena pro velké riziko otravy krve, gangréně podlehl o dva měsíce později, 22. března 1687.

## Náročnost provedení
Lullyho Te Deum je velmi náročné pro provedení, zejména pro absenci udání tempa. Dalším problémem je výslovnost; text je latinský, ale originální provedení bylo značně ovlivněno soudobou výslovností Versailleské francouzštiny.